# القنب الهندي في قطر
القنب الهندي في قطر قدر تقرير صادر عن مكتب الأمم المتحدة المعني بالمخدرات والجريمة في عام 2000 أن معدل انتشار تعاطي القنب بين البالغين في قطر يتراوح بين 0.1 و 0.4٪ ، ولكنه يزداد.